# 蘭卡的異想世界 (歌曲)
《蘭卡的異想世界》（英語：The Show）是澳洲歌手蘭卡演唱的一首歌曲，收錄自其首張專輯《蘭卡的異想世界》。這首歌曲于2008年9月6日由史詩唱片正式發行為專輯的首發單曲。歌曲由蘭卡和傑森·里維斯創作，並由斯圖亞特·白勞利製作。《蘭卡的異想世界》是一首受到60年代巴洛克流行影響的獨立流行和搖滾歌曲。歌词沿用了莎士比亞的理念「整個世界都是舞台」。
《蘭卡的異想世界》獲得了主流樂評的讚賞，部分樂評人稱讚音樂和歌詞的歡樂性。

## 词曲和發行
《蘭卡的異想世界》由蘭卡和傑森·里維斯創作，並由斯圖亞特·白勞利製作。它是一首受到60年代巴洛克流行影響的獨立流行和搖滾歌曲。《蘭卡的異想世界》以「簡單清脆風格」的鋼琴開場來演奏出「表演時間慶祝會」感覺，並加上長號和合唱團來完成整首歌。根据EMI音樂出版旗下Musicnotes.com的琴谱显示，《蘭卡的異想世界》是緩板速度歌曲，為每分鐘44拍。歌曲以C大调创作，和弦进程为C–G–Am–F。蘭卡演唱這首歌曲時的音域在A♭3到A♭4之间。歌词沿用了莎士比亞的理念「整個世界都是舞台」。《musicOMH》的約翰·墨菲（John Murphy）覺得歌詞概念「十分可愛」。然而歌詞中「It's a joke, nobody knows/They've got a ticket to the show」（大意：這只是個玩笑，而且沒人察覺/他們有著這一場秀的門票），因此數碼間諜的梅爾·尼西姆（Mayer Nissim）認為這是「愛和生命本質的悲觀觀察」。
《蘭卡的異想世界》于2008年9月6日由史詩唱片以數位下載發行至澳洲，並于同年11月17日以CD單曲形式發行。

## 反響

### 專業評價
《蘭卡的異想世界》獲得主流樂評的讚揚。FemaleFirst的魯思·哈里森（Ruth Harrison）稱歌曲為「完美的夏日興奮劑」。《musicOMH》的約翰·墨菲覺得它是「强烈、明亮和閃亮的流行樂」，而且「（就算）它可能并不是原創想法，但如果你需要消遣個幾分鐘，它的作用就會得以很好伸展」。Sputnikmusic的樂評人雖認為專輯的詞曲創作「充其量只稱得上平庸」，然而《蘭卡的異想世界》可以成為「歡樂歌曲的支持者」。《每日電訊報》的尼爾·麥考密克（Neil McCormick）覺得歌曲中「閃閃發亮、開心的表演調子將所有事情注入了不斷迸發的樂觀主義，無論你是在獨自唱歌還是盤算殺人」。數碼間諜的梅爾·尼西姆認為歌詞「很少在情感上產生共鳴」。《衛報》的卡洛琳·沙利文（Caroline Sullivan）覺得其「非常無聊，以至於面對專輯的其餘歌曲時需要一些意志力」。

### 商業表現
最著名為2011年電影中，主角女兒的翻唱曲，片尾版本將歌詞「I want my money back」（我好想退票）改成「You're such a loser, dad」（你是個輸家，爹地），其原聲帶收錄的則不變。

## 曲目列表
- 单曲串流[11]

1. "The Show" (Album Version) — 3:55
2. "Gravity Rides Everything" (The Woodstock Sessions) — 3:49

## 榜單成績
| 排行榜（2008至2009年）              | - 最高 - 排名 |
| ----------------------------------- | ------------- |
| 澳大利亞（澳大利亚唱片业协会榜）    | 65            |
| 奥地利（Ö3四十强单曲榜）            | 13            |
| 比利时佛兰德（Ultratip榜外單曲榜）  | 4             |
| 捷克（電台百強單曲榜）              | 35            |
| 德国（德國官方單曲榜）              | 23            |
| 瑞士（瑞士热门音乐榜）              | 21            |
| 英國（官方榜單公司單曲榜）          | 22            |
| 美國（《告示牌》Adult Pop Airplay） | 25            |

## 发行历史
| 国家 | 日期           | 廠牌 | 形式     | 参考  |
| ---- | -------------- | ---- | -------- | ----- |
| 澳洲 | 2008年9月6日   | 史詩 | 數位下載 | [ 8 ] |
| 澳洲 | 2008年11月17日 | 史詩 | CD單曲   | [ 8 ] |